# 전자파장애
전자파장애 또는 전파장애(Electromagnetic interference, EMI, radio-frequency interference, RFI)는 무선주파수 스펙트럼에서 전자기 유도, 정전결합(electrostatic coupling), 전도(conduction)에 의해 전기회로에 영향을 주는, 외부원(原)에 의해 발생되는 장애이다. 이 장애는 회로의 성능을 떨어트리거나 심지어는 기능을 정지시킬 수도 있다. 데이터 경로의 경우 이러한 영향은 오류울의 증가에서 데이터의 완전한 소실에 이르기까지 그 정도가 다양하다.
EMI는 전자전에서처럼 무선 방해를 위해 의도적으로 사용이 가능하다.

## 설명
전자기간섭(Electromagnetic interference, EMI) 또는 전자파장애는 무선주파수 스펙트럼에서 무선 주파수 간섭(RFI)이라고도 불리는 것으로, 전자기 유도, 정전기 결합 또는 전도에 의해 전기 회로에 영향을 미치는 외부원에 의해 생성되는 교란이다. 교란으로 인해 회로 성능이 저하되거나 심지어 작동이 중단될 수도 있다. 데이터 경로의 경우 이러한 영향은 오류율 증가부터 데이터 전체 손실까지 다양할 수 있다. 인간이 만든 소스와 자연 소스 모두 점화 시스템, 휴대폰의 셀룰러 네트워크, 번개, 태양 플레어, 오로라(북방광/남방광) 등 EMI를 유발할 수 있는 변화하는 전류 및 전압을 생성한다. EMI는 AM 라디오에 자주 영향을 미친다. 또한 휴대전화, FM 라디오, TV는 물론 라디오 천문학과 대기 과학 관측에도 영향을 미칠 수 있다.
EMI는 전자전과 같이 무선 전파 방해를 위해 의도적으로 사용될 수 있다.

## 같이 보기
- 전자기파
- 전자기 차폐
- 패러데이 새장
- 수신기
- 신호 무결성
- 연선